# Assedio del castello di Kumamoto
L'assedio del castello di Kumamoto (in giapponese 熊本城強襲?, Kumamotojō kyōshū) avvenne tra il 19 febbraio e il 12 aprile 1877, primo scontro decisivo della ribellione di Satsuma.
L'esercito dei samurai, insorto a Kyūshū e intenzionato a invadere il resto del Giappone, attaccò il castello in quanto principale caposaldo imperiale della regione, ma i soldati della guarnigione opposero una strenua resistenza, che costrinse quindi gli attaccanti a impegnarsi in un lungo assedio. I rinforzi portati infine dal generale Yamagata Aritomo, che sconfissero i samurai nella battaglia di Tabaruzaka, minacciarono lo schieramento ribelle, che fu quindi costretto ad abbandonare l'assedio del castello e a ritirarsi.

## Antefatti
I samurai, danneggiati dalle riforme del rinnovamento Meiji, nel corso degli anni 1870 riconobbero come proprio capo l'influente politico Saigō Takamori, riunendosi a migliaia nel dominio di Satsuma. Raggiunto il punto di massima tensione con le autorità imperiali, all'inizio del 1877 scoppiò quindi la ribellione di Satsuma, che nelle intenzioni dei samurai avrebbe dovuto riportare la propria casta ai precedenti livelli di benessere e quindi il Giappone allo stato in cui si trovava prima dell'arrivo degli occidentali e dell'inizio delle riforme Meiji.
I samurai, stimati tra i 20 000 e i 30 000, marciarono quindi alla volta di Tokyo partendo da Kagoshima, ma sulla loro strada c'era la città lealista di Kumamoto, controllata dagli imperiali tramite il locale castello, caposaldo delle difese governative della regione. Esso era quindi una tappa obbligata, e a metà febbraio i ribelli apparvero alla periferia di Kumamoto, dove iniziarono violenti scontri con la guarnigione cittadina. Il comandante Tani Tateki, conscio di essere in inferiorità numerica, decise quindi di abbandonare la città e asserragliarsi nel castello, in attesa che dal governo centrale arrivassero rinforzi per respingere i samurai.

## Assedio
La guarnigione di Kumamoto era a sua volta composta da molti ex-samurai, numerosi dei quali originari proprio di Satsuma, e Saigō si aspettava che il castello gli avrebbe quindi aperto le porte senza opporre resistenza. Tani, temendo ciò, impose una disciplina ferrea, che motivò i soldati a non arrendersi né tradire; molti inoltre erano desiderosi di fare carriera nell'esercito imperiale giapponese, e non era nei loro interessi solidarizzare coi ribelli. La guarnigione fu quindi tenuta sotto assedio per settimane, completamente isolata dal mondo esterno, coi samurai che, dopo numerosi assalti falliti, si risolsero a prendere il castello per fame.
I samurai, che all'inizio avevano goduto dell'effetto sorpresa, presto persero il proprio vantaggio temporale, permettendo così agli imperiali di organizzare la controffensiva. Il generale Yamagata Aritomo mosse contro Kumamoto per soccorrere il castello, ma i samurai tentarono di sbarrargli la strada occupando alcuni passi montani e fitte macchie boschive attorno alla città, risultando in marzo nella sanguinosa battaglia di Tabaruzaka.
I combattimenti attorno a Kumamoto furono lunghi ed estenuanti e dissanguarono entrambi gli eserciti, ma alla fine di marzo i samurai erano arretrati ormai a ridosso del castello. Non sapendo della vittoria di Tabaruzaka Tani e i superstiti della guarnigione, ormai ridotti allo stremo, organizzarono una sortita per l'inizio di aprile, riuscendo a cogliere di sorpresa i samurai e a fuggire da Kumamoto, spezzando quindi l'assedio. Senza più motivo di assediare il castello e incalzati dall'esercito imperiale, i samurai si ritirarono verso Satsuma abbandonando ogni velleità di invasione del resto del Paese.

## Conseguenze
Il fallimento dell'assedio del castello di Kumamoto fu determinante per il prosieguo della ribellione di Satsuma e per la disfatta finale dei ribelli. I samurai, sprecati tempo, energie ed effettivi nella vana occupazione di Kumamoto, furono inseguiti per mesi dall'esercito imperiale, venendo sempre più decimati e avvicinandosi velocemente alla sconfitta.
A settembre Saigō, deciso ad opporre un'ultima resistenza, si asserragliò a Kagoshima, risultando nella battaglia di Shiroyama, che vide l'annientamento dei samurai e la fine della rivolta.